# Armatosterna
Armatosterna – rodzaj chrząszczy z rodziny kózkowatych i podrodziny zgrzypikowych. 

## Zasięg występowania
Przedstawiciele tego rodzaju występują w Afryce od Gwinei i Tanzanii na płn. po RPA na płd.

## Systematyka
Do Armatosterna należą 3 gatunki:
- Armatosterna buquetiana
- Armatosterna castelnaudii
- Armatosterna spinifera